# Pachastrella scrobiculosa
Pachastrella scrobiculosa är en svampdjursart som beskrevs av Lebwohl 1914. Pachastrella scrobiculosa ingår i släktet Pachastrella och familjen Pachastrellidae. Inga underarter finns listade i Catalogue of Life.